# Roger Murtaugh
Roger Murtaugh (ur. 15 grudnia 1937) – postać fikcyjna, amerykański policjant. Główny bohater serii Zabójcza broń (1987-1998), partner Martina Riggsa. Murtaugha poznajemy w chwili, gdy jego rodzina organizuje mu 50. urodziny. Murtaugh wydaje się już zmęczony pracą detektywa. W miarę upływu czasu jednak odzyskuje chęć do roboty i rezygnuje z przejścia na emeryturę.
Murtaugh jest całkowitym przeciwieństwem swego partnera. Jest opanowany, rozsądny, na użycie siły decyduje się dopiero wtedy, gdy jest to naprawdę koniecznie. Mimo początkowej niechęci Riggs i Murtaugh z czasem stają się najlepszymi przyjaciółmi i nierozłącznymi wspólnikami.